# Helldorado (Computerspiel)
Helldorado ist ein Echtzeit-Taktikspiel des deutschen Entwicklers Spellbound und erschien im Juni 2007 für Windows. Es war ursprünglich als Erweiterung zu dem über Atari veröffentlichten Spiel Desperados 2 geplant. Nach Differenzen zwischen den beiden Unternehmen erschien es dann jedoch unter neuem Namen über den deutschen Publisher dtp entertainment. Trotz der Namensänderung setzt es die Handlung von Desperados 2 unmittelbar fort.

## Handlung
Das Spiel setzt nur wenige Wochen nach dem Sieg über den korrupten Eisenbahnmagnaten Lloyd Goodman an. Seine Witwe lässt Doc McCoy entführen und ein Gift injizieren, das ihn schleichend töten wird – es sei denn, Cooper, Doc und die restliche Gruppe übernehmen für Mrs. Goodman einige Aufträge. Diese verteilen sich über zwölf Missionen, darunter den Überfall auf einen staatlichen Waffentransport und ein Goldlager, mit Schauplätzen in New Orleans, Santa Fe und dem Dorf Blackwater. Im Laufe des Spiels zeigt sich, dass Coopers Aufträge Teil eines hinterlistigen Planes des mexikanischen Revolutionärs El Cortador sind, den Präsidenten der Vereinigten Staaten zu ermorden.

## Entwicklung
Das Spiel sollte ursprünglich als Erweiterung zu Desperados 2: Cooper’s Revenge erscheinen und wurde unter dem Titel Desperados 2: Conspiracy u. a. auf der Games Convention präsentiert. Es sollte den bereits für den Hauptteil versprochenen Movie-Mode nachliefern. Als neue Funktion wurden außerdem Kombo-Aktionen zwischen zwei Spielerfiguren eingeführt, wie etwa das Verschießen von Gaspfeilen in Zusammenarbeit von Doc und Hawkeye. Im Januar 2007 wurde schließlich die Namensänderung und das Ende der Geschäftsbeziehung mit Atari bekannt. Wie Desperados 2 basiert das Spiel auf der Vision-Engine von Trinigy. Als Middleware kam unter anderem SpeedTree zum Einsatz. Ende Mai 2007 wurden die Entwicklungsarbeiten abgeschlossen.

## Rezeption
Das Spiel erhielt gemischte Kritiken (Metacritic: 65 von 100).

“Challenging strategy games are always appreciated, but Helldorado takes a good thing too far. The difficulty is so extreme that just the act of starting a new level can be depressing, especially after you pan the camera over the landscape to reveal the dozens of enemies that need to be sneaked past or knocked out. Only players who have experience with the Desperados franchise or its inspirations, such as the Commandos franchise, need apply here.”

„Herausfordernde Strategiespiele sind jederzeit willkommen, aber Helldorado überspannt den Bogen. Der Schwierigkeitsgrad ist so extrem, dass bereits der Vorgang des Levelstarts bedrückend sein kann, besonders wenn man mit der Kamera über die Landschaft schwenkt und die Dutzende Gegner enthüllt, die es zu umschleichen oder auszuschalten gilt. Nur Spieler mit Erfahrung mit dem Desperados-Franchise oder seinen geistigen Vorgängern, wie der Commandos-Reihe, sollten hier einsteigen.“

„Gut zu bedienendes Taktikspiel, das Veteranen und Anfänger gleichermaßen anspricht.“